# Greve in Chianti
Greve in Chianti (AFI: /ˈɡrɛve in ˈkjanti/; ha aggiunto la denominazione "in Chianti" dal 10 settembre 1977, con l'ingresso nella sottozona Classico del Chianti) è un comune italiano di 13 392 abitanti della città metropolitana di Firenze in Toscana, situato sulla via Chiantigiana, che unisce Firenze con Siena passando attraverso il suggestivo panorama del Chianti.

## Geografia fisica

### Territorio
Il territorio del comune di Greve in Chianti ha un'estensione di 169,38 chilometri quadrati e si estende tra i Monti del Chianti e i colli fiorentini. Presenta caratteri della media collina e nella sua parte più meridionale quelli tipici di un ambiente di montagna. Il dislivello altimetrico va da un minimo di 130 m s.l.m. nell'abitato del Ferrone fino ad un massimo di 892 m s.l.m. presso la vetta del Monte San Michele; il capoluogo è posto a 236 m.
- Classificazione sismica: zona 3s (sismicità bassa)

### Clima
Il clima cambia molto da località a località, variando l'altitudine e la morfologia. Le estati sono, ovunque, più fresche di quelle del centro di Firenze; gli inverni, nelle vallate, sono più rigidi con temperature minime che possono scendere di svariati gradi sotto lo zero. La neve, in talune località del comune, è frequente anche se non rimane mai al suolo per molti giorni. La stazione meteorologica più prossima al capoluogo è quella di Poggibonsi-Strozzavolpe della quale riportiamo le medie degli ultimi 30 anni:
| POGGIBONSI STROZZAVOLPE | Mesi | Mesi | Mesi | Mesi | Mesi | Mesi | Mesi | Mesi | Mesi | Mesi | Mesi | Mesi | Stagioni | Stagioni | Stagioni | Stagioni | Anno |
| POGGIBONSI STROZZAVOLPE | Gen  | Feb  | Mar  | Apr  | Mag  | Giu  | Lug  | Ago  | Set  | Ott  | Nov  | Dic  | Inv      | Pri      | Est      | Aut      | Anno |
| ----------------------- | ---- | ---- | ---- | ---- | ---- | ---- | ---- | ---- | ---- | ---- | ---- | ---- | -------- | -------- | -------- | -------- | ---- |
| T. max. media (°C)      | 10,2 | 11,6 | 14,6 | 18,8 | 23,2 | 27,5 | 30,9 | 30,6 | 27,2 | 20,7 | 14,7 | 10,9 | 10,9     | 18,9     | 29,7     | 20,9     | 20,1 |
| T. min. media (°C)      | 0,7  | 1,0  | 3,4  | 6,3  | 9,2  | 13,0 | 15,3 | 14,9 | 12,7 | 8,3  | 5,4  | 2,3  | 1,3      | 6,3      | 14,4     | 8,8      | 7,7  |

- Classificazione climatica: zona E, 2126 GG
- Diffusività atmosferica: alta, Ibimet CNR 2002

## Storia
Fin dal Medioevo la storia di Greve è legata alla sua piazza principale che ha sempre esercitato la funzione di mercatale. Il borgo era una semplice dipendenza del castello di Montefioralle ma, grazie alla sua posizione – è situato nel punto in cui si incontravano le vie di collegamento tra il Valdarno, la Val di Greve e la via che da Firenze attraverso le Colline del Chianti conduceva nel senese
– poté diventare il principale mercatale della zona. La piazza dalla caratteristica forma di triangolo allungato è per gran parte circondata da portici ed al centro è posta la statua dello scultore Romeo Pazzini raffigurante Giovanni da Verrazzano. Uno dei vertici della piazza è occupato dalla chiesa parrocchiale dedicata alla Santa Croce (XIX secolo).
Dal punto di vista storico-amministrativo, prima di entrare nella Provincia di Firenze, Greve faceva parte del vicariato di San Giovanni Valdarno, anche se al confine col vicariato di Certaldo (di cui faceva parte la provincia del Chianti, attualmente tutta compresa nella Provincia di Siena).
(1833, Emanuele Repetti Dizionario Geografico Fisico Storico della Toscana)
Durante la seconda guerra mondiale, Greve in Chianti fu uno dei comuni della Toscana designati a luogo di internamento libero per ebrei stranieri e dissidenti politici. Vi soggiornarono a domicilio coatto per brevi periodi almeno 7 persone: due nuclei familiari slavi i cui congiunti erano accusati di attività anti-italiane, e un ebreo greco, Vittorio Giuseppe Nacamulli. Nel periodo dell'occupazione tedesca e della Repubblica Sociale Italiana, nel corso di un rastrellamento compiuto dalla Banda Carità attorno alla frazione di San Michele, il 3 dicembre 1943 fu arrestato Goffredo Passigli noto imprenditore ebreo fiorentino assieme ai suoi figli Leone e Giuseppe. Deportati, moriranno ad Auschwitz. Con l'avvicinarsi del fronte gli atti di resistenza si moltiplicarono e si ebbero anche feroci atti di rappresaglia sulla popolazione civile, fino alla liberazione il 24 luglio 1944.

### Simboli
La figura nella parte superiore dello stemma, adottato dopo il 1860, fa probabilmente riferimento alla corporazione dell'Arte della Lana di Firenze (che aveva come emblema l'agnello pasquale) o all'allevamento di ovini della zona. Il troncato d'oro e d'azzurro riprende il blasone degli Adimari di Firenze, padroni del castello di Cintoia.
Il gonfalone è un drappo di azzurro.

## Monumenti e luoghi d'interesse
Fra i luoghi d'interesse si annoverano i castelli di Uzzano, Canonica, Mugnana e Verrazzano, oltre al borgo di Montefioralle e S. Lucia a Barbiano con il castello già roccaforte negli scontri cittadini tra Firenze e Siena. Dalla vicina Convertoie si gode poi un ottimo panorama.

### Architetture religiose
Le principali chiese del comune di Greve in Chianti sono:
- Propositura di Santa Croce. All'interno si trovano l'affresco trecentesco con la Madonna col Bambino, già nel tabernacolo dell'antistante piazza del Mercatale, il trittico con Madonna e santi di Bicci di Lorenzo, l'Annunciazione di scuola fiorentina del XIV secolo, un Crocifisso ligneo del Trecento e il ciborio attribuito a Santi Buglioni.
- Pieve di San Donato a Mugnana. La Pieve di San Donato a Mugnana sorge sul terreno che fu di proprietà dei Bardi di Vernio. A partire dal Trecento, epoca nella quale le fu dato uno stile romanico, la Pieve ha subito negli anni diverse ristrutturazioni e nel 1934 fu ricostruita. Non molto distante dalla Pieve c'è un piccolo cimitero che è stato ristrutturato in epoca recente.
- Pieve di San Leolino. È ricordata fin dal X secolo con la denominazione di San Leolino a Flacciano, ma l'attuale edificio, di impianto romanico a tre navate spartite da pilastri quadrangolari, coperte da capriate lignee, risale al XII secolo ed è preceduto da un porticato del XVI secolo.
Sulla destra si trova un chiostro trecentesco.
- Pieve di San Cresci. L'antica chiesa è intitolata ad uno dei più importanti evangelizzatori del contado fiorentino. Il suo suggestivo esterno in stile romanico risale al XII secolo; vi è stato aggiunto un portico nel XV, con arco a tutto sesto e due bifore, le cui colonnine sono sormontate da capitelli cubici e pulvini a gruccia, completato da un secondo ordine agli inizi dell'Ottocento, ad imitazione del sottostante.
- Pieve di San Pietro a Sillano. È citata nelle pergamene della Badia a Passignano già nell'anno 884. La Pieve fu poi confermata ai vescovi di Fiesole dai pontefici Pasquale II e da Innocenzo II rispettivamente nel 1003 e nel 1034.
- Pieve di San Miniato di Rubbiana. La sua esistenza è attestata fin dal 1015. Vi si conserva ancora una lapide che ricorda un vetusto rifacimento e la consacrazione della chiesa, avvenuta nel 1077 ad opera del cardinale Pietro Igneo e del vescovo di Fiesole Guglielmo. L'edificio romanico, in parte ristrutturato in epoca moderna, specialmente il campanile e la facciata, è diviso all'interno in tre navate con presbiterio rialzato e abside semicircolare, al cui centro si apre una piccola finestra a doppio strombo con archivolto in laterizio.
- Chiesa di Santa Cristina a Pàncole. Della santa titolare, particolarmente venerata sul territorio, si conserva un prezioso reliquiario di bronzo dorato e smaltato risalente al XV secolo.
- Pieve di San Pietro a Cintoia. Essa è menzionata già nel 989 in una pergamena di Badia a Passignano. A questa chiesa appartiene un fonte battesimale in pietra serena del secolo XII che, rubato negli anni sessanta, fu poi recuperato e destinato alla Pieve di San Pancrazio di Castelnuovo dei Sabbioni, vicino a Cavriglia.
La chiesa di San Pietro a Cintoia custodiva anche una pala robbiana, Tabernacolo Eucaristico tra i santi Pietro e Paolo. Questa pala fu poi trasferita nella chiesa de La Panca.
- Chiesa di San Donato a Làmole. È costruzione di stile romanico, trasformata nel 1860.
- Chiesa di San Donato a Citille. È una delle più antiche chiese del territorio di Greve. Consacrata nel 1072, era posta sulla strada che collegava le due badie vallombrosane: Passignano e Montescalari.
- Chiesa di San Martino a Sezzate. Nella chiesa c'è una pianeta in damasco verde, con disegno a maglie ogivali, formate da una serie di tralci verticali arricciolati, che hanno al centro un mazzo di fiori. Questa pianeta, attribuita alla Manifattura toscana del secolo XVII, reca in basso l'arme dei Bardi di Vernio, scaccata di rosso, inquartata con l'arme degli Strozzi, con i suoi tre crescenti. È uno stemma matrimoniale che fa riferimento alle nozze di Carlo Bardi, figlio di Ottaviano, nel 1601 con Maria Maddalena, figlia del senatore Piero Strozzi, la quale morì nel 1613; Carlo Bardi morì il 4 aprile 1646.
- Chiesa di San Silvestro a Convertoie. Da questa chiesa proviene una piccola finestrella di vetro, che attualmente è nel Museo di San Francesco (Greve in Chianti), dopo essere stata depositata nel Seminario di Fiesole, la quale rappresenta San Silvestro in una mandorla, dentro una decorazione a raggi e lingue di fuoco. Il santo è in atteggiamento benedicente, vestito da papa, con piviale e veste gialla, in capo ha la tiara. Esso tiene in mano un quadretto con i volti di San Pietro e San Paolo, sotto di lui è raffigurato un cherubino.
- Chiesa di Santo Stefano a Lucolena.
- Chiesa di Santo Stefano a Montefioralle.
- Chiesa di Santa Maria a Cintoia. Alla chiesa di Santa Maria a Cintoia appartiene un dipinto, La Madonna col Bambino, che è un probabile pezzo di un polittico, attribuita al Maestro di San Niccolò, pittore di estrazione orcagnesca della metà del Trecento.
- Chiesa di Santa Maria a Panzano.
- Chiesa di San Cristoforo (Strada in Chianti). La Chiesa di San Cristoforo si trova a Strada in Chianti, una frazione di Greve in Chianti. Appartenente alla diocesi di Fiesole, dipendeva nel 1083 dalla pieve dell'Impruneta, ma conserva poche tracce dell'antica struttura romanica.
- Chiesa di Santa Maria a Vicchiomaggio. Nel Museo di San Francesco si trova una campana in bronzo appartenente a questa chiesa. La campana reca un'iscrizione in caratteri gotici per la Vergine e la data incisa è quella del 1312. Sull'occhiello della presa è visibile un giglio, che dimostra la produzione fiorentina dell'opera.
- Cappella di Santa Maria della Neve a Montagliari. Posta su un'altura che domina la vallata, fu eretta nel 1632 dalla famiglia Gherardini ed è di proprietà privata. Presenta il tipico impianto di epoca barocca ad unica navata e portico esterno.
- Oratorio di Sant'Eufròsino. L'Oratorio presenta una struttura risalente al XV secolo, con tetto a capanna voltato a crociera e unica navata chiusa da una scarsella. Un grande arco trasversale con capitelli in pietra serena scolpita a fogliami divide la navata dal presbiterio. Nella parete di fondo del presbiterio si erge un monumento funebre gotico, un'edicola, che conteneva i resti del santo, e che conserva un affresco trecentesco raffigurante Santa Caterina. L'edicola è formata da tre mensole con decori laterali e con lo stemma della famiglia Peruzzi, che sostengono il piano.
- Oratorio di San Giusto a Montemartiri. L'origine dell'oratorio si trova nel 1102 nella bolla di Pasquale II per il vescovo di Fiesole. Il Papa dava conferma al vescovo del possesso dell'oratorio (ecclesiam Sancti Justi sitam in Monte Rantuli - come era chiamato nei tempi più antichi) e da ciò si evince che esso esistesse già. Questo oratorio era dedicato a San Giusto, che era stato martirizzato qui durante la persecuzione di Decio nel 250. Molto probabilmente in questo luogo, prima della costruzione dell'oratorio, si praticava il culto pagano, come fa pensare un timbro in bronzo - (doliare) di epoca romana, (I secolo d. C.), rinvenuto nei pressi di Chiocchio, la cui provenienza è ritenuta essere San Giusto. Questo timbro raffigura Ercole e presenta la scritta in greco: EPA, (ERA-KLES).
A questa bolla faceva seguito un'altra, quella di Innocenzo II nel 1134, analoga alla precedente. Nel contratto fra il pievano di Cintoia e la Confraternita di San Giusto a Montemartiri del 1544 si apprende che la Confraternita si riunì per restaurare l'oratorio che era stato devastato dall'assedio di Carlo V (1529-1530) a Firenze.
- Chiesa di San Polo (San Polo in Chianti). Conserva ancora in parte la struttura romanica dell'XI secolo con campanile a torre.

### Architetture civili
- Villa Brody
- Villa Calcinaia
- Villa Vignamaggio, dove fu girato completamente il film Molto rumore per nulla nel 1993 di Kenneth Branagh.
- Villa de' Ricci a Rignana, in antico uno dei castelli della Lega della Val di Greve già ricordato nell’XI secolo. Dal secolo XVII il castello diviene proprietà della nobile famiglia De' Ricci, che la trasformò in villa. Scipione, il vescovo giansenista passò qui gli ultimi anni della sua vita ed è sepolto nella cappella privata dedicata a Santa Caterina dè Ricci. All'altare di essa è una tela di Lorenzo Lippi con Santa Caterina de' Ricci che abbraccia il Crocifisso, del 1657 - 58 circa[13].
- Teatro Boito

### Architetture militari
Tra le quali abbiamo:
- Castello di Verrazzano al quale è annessa una cappella in cui si trova una tavola del Ghirlandaio, l'Eterno Padre. Una torre di avvistamento nel corpo del castello, una separata più in alto. Nel 1485 vi nasce Giovanni da Verrazzano, esploratore, navigatore, scopritore il 17 aprile 1524 della baia ove oggi sorge New York. In suo onore la città di New York intitolò il ponte all'epoca (1963) con la campata sospesa più lunga del mondo Verrazzano-Narrows Bridge.
- Castello di Mugnana. Nel XIV secolo il Castello di Mugnana, i cui precedenti proprietari erano gli Amidei, divenne proprietà della famiglia fiorentina dei Bardi. Questo castello faceva parte dell'antica Lega di Cintoia. La sua torre era alta in origine circa sessanta metri, ma poi fu ridotta per motivi militari. La sua costruzione e anche quella delle mura risale agli anni precedenti al XIV secolo.
Il castello fu danneggiato dagli Aragonesi alleati di Siena nella guerra contro Firenze (1530) e, nel 1890, a causa di un terremoto. Le sue mura, al centro delle quali c'è il cassero (la cui costruzione risale alla seconda metà del Duecento), hanno avuto molti restauri.
- Castello di Sezzate. La cinta muraria ha andamento quasi circolare ed è formata da edifici che compongono l'abitato. La sua torre si trovava nel punto più elevato e di essa resta la parte basamentale.
Nel castello dominò la famiglia Bardi, i quali esercitarono il patronato anche nella vicina chiesa di San Martino a Sezzate.
- Castello di Vicchiomaggio. Il nome Vicchio significa vico, borgo, originato da viclum, viculum. In origine il castello si chiamava Vicchio dei Lambardi, perché apparteneva a questa famiglia nell'epoca longobarda ed esso è ricordato fino dal 957, nei documenti della Badia di Passignano del X e XI secolo. Il castello apparteneva a Littifredo Nobile, figlio di Adolardo, nel 957.
- Castello di Uzzano. Questo castello conserva i resti della rettangolare cerchia muraria, costruita in bozze di arenaria; la sua torre risale alla seconda metà del XIII secolo e la prima metà del XIV secolo e fu ricostruita dopo che i Ghibellini l'ebbero demolita, insieme alle mura, nel 1269. I resti del castello furono inglobati in un edificio costruito su disegno dell'Orcagna e ampliati successivamente.
- Castel Ruggero in località Tizzano.

## Società

### Evoluzione demografica
Abitanti censiti

### Etnie e minoranze straniere
Secondo i dati ISTAT al 31 dicembre 2009 la popolazione straniera residente era di 1 747 persone. Le nazionalità maggiormente rappresentate in base alla loro percentuale sul totale della popolazione residente erano:
- Albania 404 - 2,82%
- Romania 243 - 1,7%
- Marocco 150 - 1,05%

### Rilevazioni statistiche
- Dal 1998 al 2008 si è svolto, qui e nel Comune di Bagno a Ripoli, uno studio volto a determinare le cause della diminuzione e perdita della capacità di camminare negli anziani, lo studio InCHIANTI[15][16], che ha coinvolto 1 013 partecipanti per 9 anni.

## Cultura

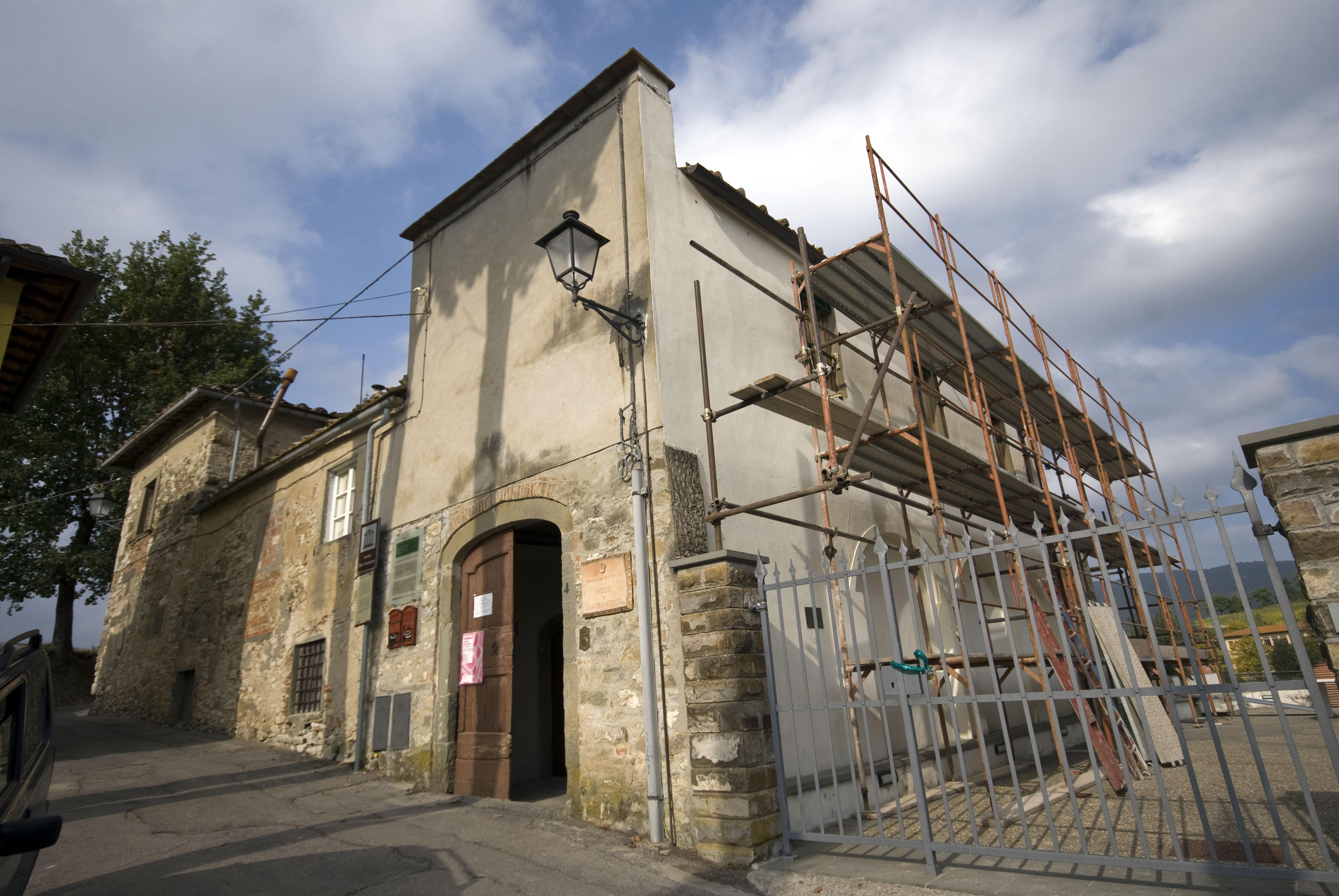
Il museo San Francesco

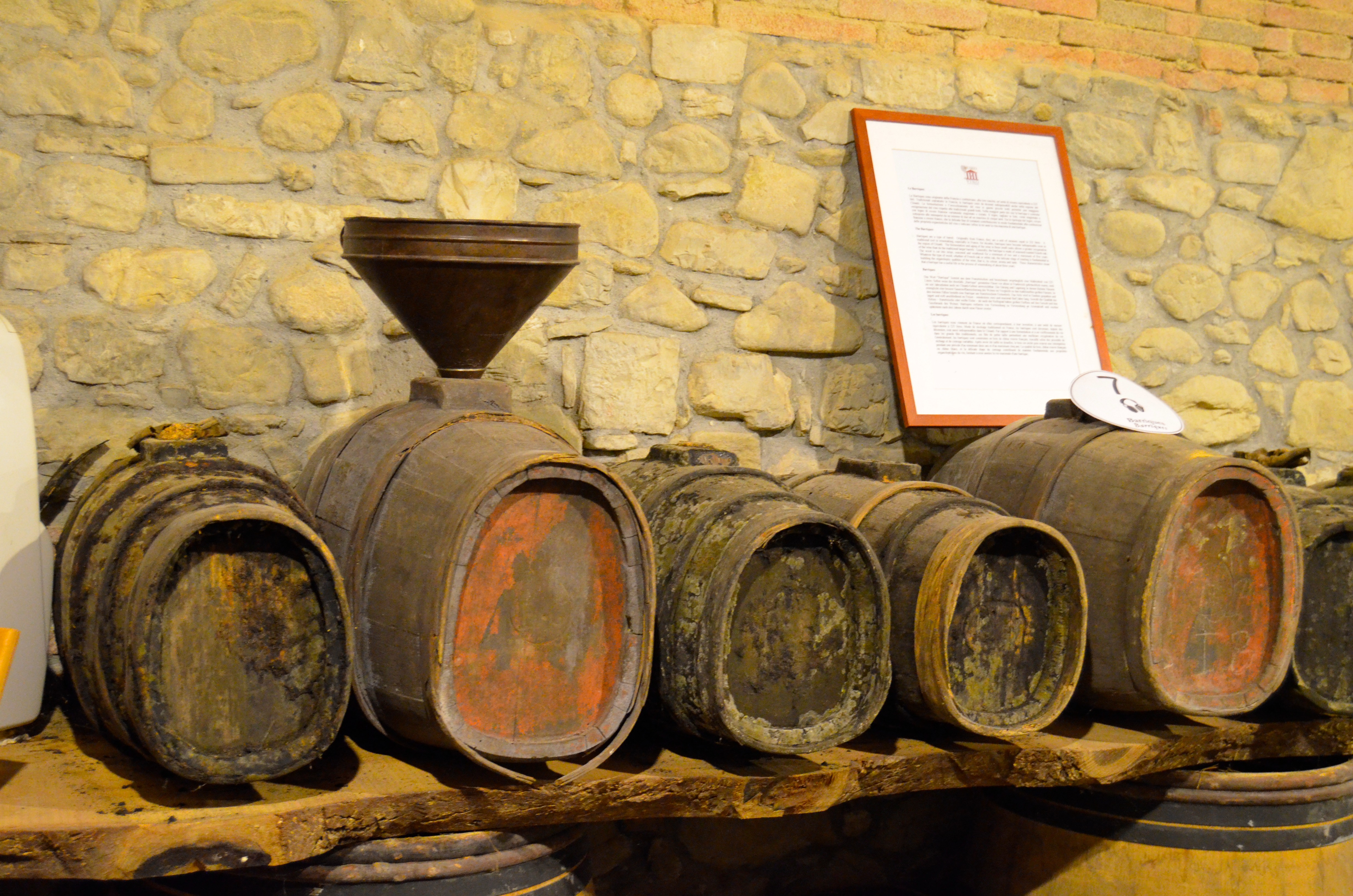
Vecchie botti nel museo del vino

### Musei
- Museo di San Francesco

Il Museo di San Francesco è stato inaugurato il 7 settembre 2002, nel complesso dell'ex convento di San Francesco. Nell'oratorio si trova una terracotta policroma rappresentante la Deposizione della bottega di Baccio da Montelupo, contornata da una ghirlanda robbiana; un bassorilievo del Quattrocento in marmo che rappresenta San Francesco e un'Annunciazione del Trecento di un anonimo pittore fiorentino proveniente dalla Chiesa di Santa Croce a Greve in Chianti; nella sagrestia si trovano antichi tessuti. Nel piano superiore ci sono due sale, una con dipinti di Jacopo Vignali e altri quadri del Seicento; l'altra presenta arredi di chiese, oreficeria, calici, pissidi, ostensori.
- Museo del vino

Il museo presenta su ottocento metri quadrati circa, una raccolta di oggetti e immagini che racconta la storia della viticoltura di Greve. È allestito dai fratelli Falorni all'interno delle vecchie cantine di Greve (ex cantine Mirafiori).

## Geografia antropica

### Frazioni

#### Strada in Chianti
Strada è una grossa frazione posta sulla via Chiantigiana. Dista circa 10 chilometri dal capoluogo ed è situato a circa 300 m di altezza. Nell'abitato il monumento più interessante è la chiesa di San Cristoforo. Negli ultimi anni il paese ha conosciuto un notevole incremento urbanistico.

#### Montefioralle

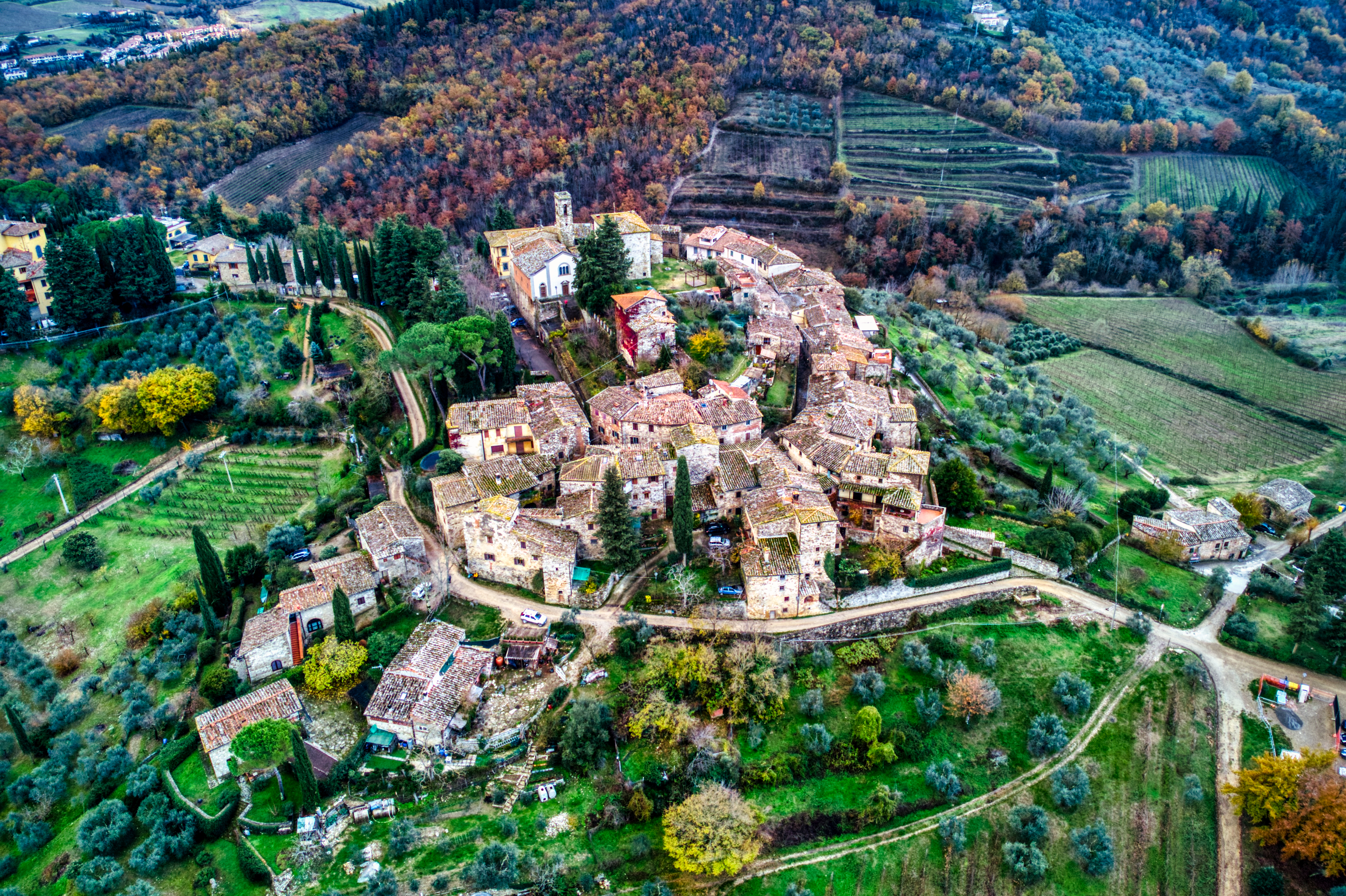
Montefioralle - La fotografia aerea

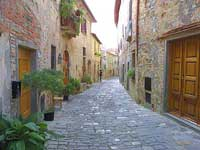
Montefioralle

Si tratta di un castello, conosciuto in passato come Monteficalle. Il borgo, posto a breve distanza da Greve, è di forma pressoché circolare. Vi sorge la chiesa dedicata a Santo Stefano, che ospita una Madonna con Bambino di scuola fiorentina databile alla fine del XIII secolo. All'altare maggiore tavola raffigurante Trinità e Santi opera quattrocentesca attribuita al Maestro dell'Epifania di Fiesole. Nell'abitato anche una casa che si dice fosse di proprietà dell'esploratore fiorentino Amerigo Vespucci. Conserva le sue mura, anche se in parte inglobate in costruzioni più recenti, e le strade completamente selciate. Nelle vicinanze di Montefioralle si segnala la Pieve di San Cresci che conserva ancora la struttura romanica e la facciata è costituita da un nartece affiancata da due finestre bifore.

#### Verrazzano
Il Castello di Verrazzano e relativo borgo annesso si trova a circa 2 km dal centro di Greve su una collina a 348 metri. È appartenuto alla famiglia del celebre Giovanni da Verrazzano. Nato forse come guardingo di epoca longobarda, nel Duecento si trasformò in una cosiddetta casa da signore, per poi divenire nel Seicento una classica villa con fattoria toscana. Del castello del Duecento rimane una torre merlata. Tutt'intorno alla villa sorge un notevole giardino all'italiana. Vi nacque nel 1485 Giovanni da Verrazzano, esploratore, navigatore, scopritore del nord America e, il 17 aprile 1524, della baia ove oggi sorge New York.

#### Panzano
Panzano oggi è un tranquillo centro di villeggiatura posto a 482 metri di altitudine. Nella frazione si conserva parte del castello, con tratti delle mura, una porta d'accesso e la torre del cassero e la pieve intitolata a Santa Maria edificio ricostruito nel tardo Ottocento.
Nelle sue vicinanze si trova la pieve di San Leolino, la cui esistenza è attestata nel X secolo. All'interno una tavola del XIII secolo di Meliore di Jacopo, un trittico del XV secolo del cosiddetto Maestro di Panzano e opere di Raffaellino del Garbo e di Giovanni della Robbia. Poco oltre la pieve di San Leolino si può vedere l'Oratorio di Sant'Eufròsino evangelizzatore e patrono del Chianti.

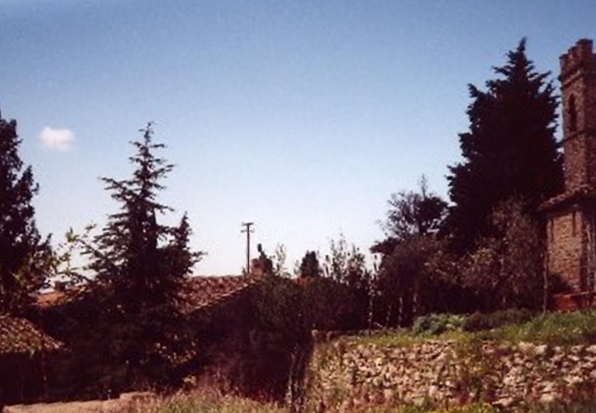
Santa Lucia a Barbiano, un borgo vicino a Greve in Chianti

#### Cintoia
Tra la fine del X secolo e l'inizio dell'XI secolo si ha notizia di Cintoia, ma per conoscerne l'organizzazione si deve far riferimento alla seconda metà del Duecento.
Il castello di Cintoia oggi è quasi tutto distrutto, l'abitato che lo circonda è formato da edifici che presentano archivolti ed architravi in porte e finestre e muratura in filaretto; le abitazioni sono state ristrutturate. In una bozza di pietra delle superstiti strutture murarie del castello di Cintoia, c'è scolpita una croce di tipo gerosolimitano, segno dell'esistenza di un ricovero per viandanti.

#### Chiocchio
Le chiese di Chiocchio sono due, una è l'antica Pieve di San Donato a Mugnana, l'altra, più nuova, è la Chiesa di Santa Maria a Chiocchio, che in precedenza si chiamava Chiesa della Madonna del Buon Viaggio. Quest'ultima conserva il dipinto, proveniente dalla Pieve, Riposo dalla fuga in Egitto, della Scuola toscana (1616). Nella Pieve di San Donato a Mugnana si conservano un turibolo e una navicella provenienti dall'Abbazia di San Cassiano a Montescalari e un capitello erratico.
Vicino a Chiocchio c'è il Castello di Mugnana, appartenuto agli Amidei e poi ai Bardi, la cui costruzione risale agli anni precedenti il XIV secolo. Nei pressi del podere Barberino fu trovato un timbro doliare di epoca romana, raffigurante Ercole, con scritta in greco EPA = Era(Kles) = Ercole.
A Chiocchio si trova la zona di Palaia, con la sua strada sterrata tra vigne e olivi, meta degli appassionati del trekking, ma oggi oggetto di discussione per la lottizzazione in atto.

#### Lucolena
Piccola frazione di montagna, dove si presume l'esistenza di significativi resti etruschi. Dista 12 km dal capoluogo Greve. È un centro di villeggiatura estivo grazie al suo clima favorevole. Si trova a un'altezza di 600 metri. È ai piedi della montagna più alta del Chianti: il monte San Michele (900 m circa). Famosissima per le sue prelibate castagne: i marroni di Lucolena. Sull'origine del nome Lucolena, esistono almeno due ipotesi. Da Lucus Euleni, letteralmente "bosco sacro agli Euleni", diventato con il tempo Lucolena, ipotesi sostenuta da un'iscrizione etrusca ritrovata all'Antella, conosciuta come sasso scritto. Altri lo fanno derivare da Lucus Lenae, che significa "bosco sacro di Lena". Sull'identità Lena, anche in questo caso, convergono diverse teorie. Secondo alcuni Lena sarebbe una sacerdotessa di un tempio dedicato a Vesta. Per altri Lena è da identificare con la dea greca della luna Selene, o Selena da cui Lena (Semla in etrusco), madre di Dioniso, che corrisponde al Bacco venerato dai romani, e al Fufluns venerato dagli etruschi.
Nei pressi di Lucolena, in località Ottavo sorge la cappella dei Santi Simone e Giuda costruita per volere della famiglia De Stefani nel 1602 che tuttora ne mantengono il patronato. La cappella presenta una facciata preceduta da un portico architravato e sostenuto da due colonne centrali tuscaniche e da due pilastri poggianti su un basso muretto; è delimitata in alto da una semplice cornice ed è aperta al centro dal portale al quale sono affiancate due finestre di piccole dimensioni e un'altra si trova sopra il portico. Tutte le cornici delle aperture così come le bozze d'angolo sono in pietra serena.

#### Passo dei Pecorai
Posto sull'antica strada della transumanza che conduceva i pastori a spostare le greggi dai pascoli estivi del Casentino a quelli invernali della Maremma, il Passo dei Pecorai è una piccola frazione situata nel fondovalle. Il passaggio delle greggi era talmente intenso che furono emanati editti ed ordinanze per regolarne il passaggio, la sosta nel borgo ed il lavaggio delle stesse nel fiume Greve. Su alcuni tratti delle strade che conducono a Poppiano (comune di San Casciano in Val di Pesa) e su per Chiocchio, Mugnana e La Panca in direzione della valle dell'Arno, si trovano ancora alcuni punti di lastricato etrusco a lastroni.
Al Passo dei Pecorai si trova il cementificio dismesso dal Gruppo Buzzi Unicem. Sono allo studio attività di riconversione del sito che siano in sintonia con la pregiata qualità ambientale del territorio circostante e del Chianti Classico

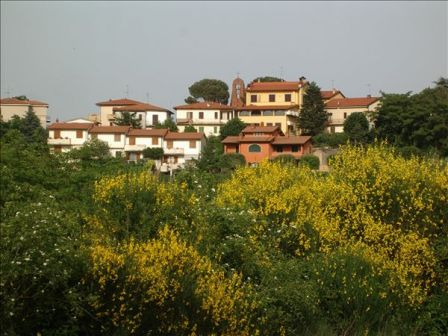
Poggio alla Croce

#### Poggio alla Croce
Poggio alla Croce è un centro collinare posto sulla sommità del Chianti fiorentino tra la valle dell'Ema e il Valdarno superiore.
La particolare posizione geografica fa sì che la frazione sia divisa amministrativamente da due comuni: Figline e Incisa Valdarno e Greve in Chianti.
- Greti

Frazione a 3 km da Greve sulla via Chiantigiana si divide al proprio interno in Greti propriamente detto ove sorge la nuova chiesa del popolo di San Donato a Citille, Verniani dove è posto l'asilo nido già scuola elementare, Edifizio sede della vecchia distilleria e Rimaggio da dove si inerpica la strada per il Castello di Verrazzano. Costeggiato dal fiume Greve, già tratto di fiume pescosissimo. Greti è sovrastato da tre famosi castelli chiantigiani: Uzzano, Verrazzano, Vicchiomaggio.

#### Altre frazioni
Completano il quadro delle frazioni di Greve in Chianti: Dudda, Dimezzano, Ferrone, Giobbole, Lamole, La Panca e San Polo in Chianti, nota in passato per le coltivazioni di giaggiolo (o "iris fiorentino").

## Economia

### Artigianato
Per quanto riguarda l'artigianato, sono ancore attive, diffuse e rinomate le attività dell'intreccio del vimini e dell'impagliatura eseguita con erbe palustri finalizzata a vari oggetti di vetro.

### Produzione di olio
Il comune rientra nella zona di produzione dell'olio di oliva extravergine DOP «Chianti Classico».
Le caratteristiche chimiche ed organolettiche dell’olio extra vergine DOP «Chianti Classico» sono legate agli aspetti climatici della zona di produzione che influenzano in modo diretto la composizione quali – quantitativo dei fenoli, il livello di amaro e piccante del gusto e l’intensità del fruttato.
A seguito della necessità di proteggere i frutti dalle prime gelate autunnali, si è determinata tradizionalmente una tendenza a raccogliere le olive precocemente, ovvero prima del termine della maturazione. Questa pratica se da un lato determina una perdita di quantità di olio, dall’altro permette di cogliere le olive quando il contenuto in polifenoli è ancora elevato e quindi contribuisce all’esaltazione delle note gustative riconducibili all’amaro e al piccante che rendono riconoscibile l’olio «Chianti Classico». Inoltre, grazie alle ampie escursioni termiche che caratterizzano questo territorio nel corso della stagione autunnale, l’olio extravergine di oliva «Chianti Classico» riesce a distinguersi anche per una evidente componente aromatica fruttata.

## Sport

### Calcio
La principale squadra di calcio della città è l'A.S.D. Grevigiana che milita nel girone I toscano di Prima Categoria.
A Strada vi è la Polisportiva Chianti Nord, la cui squadra di calcio milita in Prima Categoria.
A San Polo in Chianti vi è la Polisportiva San Polo che milita in seconda categoria.

## Infrastrutture e trasporti
Greve in Chianti è servita dalla strada regionale 222.
È presente anche un'uscita denominata Impruneta-Greve in Chianti sul Raccordo autostradale 3, in direzione sud verso Siena.
Dal 1893 al 1935 i collegamenti con Firenze furono assicurati dalla tranvia del Chianti che aveva Greve in Chianti quale capolinea.

## Amministrazione
Di seguito è presentata una tabella relativa alle amministrazioni che si sono succedute in questo comune.
| Periodo        | Periodo        | Primo cittadino  | Partito                                                        | Carica  | Note   |
| -------------- | -------------- | ---------------- | -------------------------------------------------------------- | ------- | ------ |
| 24 giugno 1985 | 31 maggio 1990 | Alberto Bencistà | Partito Comunista Italiano                                     | Sindaco | [ 19 ] |
| 31 maggio 1990 | 24 aprile 1995 | Paolo Saturnini  | Partito Democratico della Sinistra, Partito Comunista Italiano | Sindaco | [ 19 ] |
| 29 aprile 1995 | 14 giugno 1999 | Paolo Saturnini  | centro-sinistra                                                | Sindaco | [ 19 ] |
| 14 giugno 1999 | 14 giugno 2004 | Paolo Saturnini  | centro-sinistra                                                | Sindaco | [ 19 ] |
| 15 giugno 2004 | 8 giugno 2009  | Marco Hagge      | centro-sinistra                                                | Sindaco | [ 19 ] |
| 8 giugno 2009  | 26 maggio 2014 | Alberto Bencistà | centro-sinistra                                                | Sindaco | [ 19 ] |
| 26 maggio 2014 | in carica      | Paolo Sottani    | Partito Democratico                                            | Sindaco | [ 19 ] |

### Gemellaggi
Il comune di Greve in Chianti è gemellato con le seguenti città:
- Greve Strand, dal 1966[21]
- Sonoma, dal 1983[22]
- Rehoboth Beach
- Veitshöchheim, dal 1994[23]
- Farsia
- Auxerre, dal 1988[22]
- Verteneglio, dal 1999[24]
- Jasenice (Croazia)
- Ushiku, dal 2013

## Nella letteratura
La cittadina di Greve in Chianti è l'ambientazione del romanzo di Alexandre Baudry L'Aube du second souffle, un romanzo storico che racconta la storia di un giovane viticoltore nel bel mezzo della Seconda Guerra Mondiale.

## Nel cinema
- Nel 1992 sono state girate qui alcune scene in esterno del film Amami di Bruno Colella con Moana Pozzi e Novello Novelli.